# Telureto de hidrogênio
Telureto de hidrogênio é o composto inorgânico com a fórmula H2Te. A mais simples hidreto de telúrio, é raramente encontrado por causa de sua tendência a decompor-se em seus elementos constituintes. A maioria dos compostos com ligações Te-H são instáveis em relação a perda de H2. H2Te é similar quimica e estruturalmente ao seleneto de hidrogênio, mas são espécies ácidas com ângulos H-X-H aproximando-se de 90°.

## Sínteses
H2Te é preparado pela adidificação de sais de Te2−, tal como Al2Te3 e Na2Te. Na2Te pode ser gerado pela reação de Na e Te em amônia anidra. O intermediário na acidificação, HTe- é um ânion estável.

## Propriedades
H2Te é um composto endotérmico, e é instável ao ar, rapidamente decompondo-se em água e telúrio elementar:
2 H2Te + O2 → 2 H2O + 2 Te
É quase tão ácido quanto o ácido fosfórico (pKa=8,1×10−3), tendo um valor de pKa de quase 2,3×10−3. Reage com muitos metais formando teluretos.